# Fundació Foto Colectania
La Fundació Foto Colectania és una entitat privada sense ànim de lucre que es va inaugurar a Barcelona l'any 2002 amb la finalitat de difondre la fotografia espanyola i portuguesa realitzada des de 1950 fins a l'actualitat i fomentar el col·leccionisme de fotografia en ambdós països. La fundació es finança en gran part gràcies a l'ajuda dels patrocinadors, amics i socis de la fundació i a col·laboracions externes.
La Fundació disposa d'una col·lecció pròpia, que abasta prop de 3.000 fotografies contemporànies de 80 autors d'Espanya i Portugal, havent-se ampliat, a més, amb la donació de l'arxiu del fotògraf madrileny Paco Gómez i amb part dels fons de dos col·leccionistes privats. La Fundació està ubicada al barri barceloní de Gràcia, ocupant un espai de 300 m2, distribuït en dos nivells i una terrassa. L'espai està dividit entre una sala d'exposicions i una biblioteca. La sala d'exposicions fou la primera sala especialitzada en fotografia de Barcelona, i actualment desenvolupa un programa expositiu dedicat tant als fons de col·leccions privades com públiques, antologies de fotògrafs de reconeixement internacional i projectes de producció pròpia. La biblioteca està especialitzada en fotografia de tots dos països i en el col·leccionisme internacional des de 1900, amb més de 2.000 exemplars de llibres recents i edicions descatalogades, revistes, catàlegs, monografies. Es preveu que es traslladi al Barri del Born durant el 2016.
Paral·lelament també s'organitzen activitats de divulgació, com taules rodones, xerrades, debats i ponències dedicades a la fotografia i al col·leccionisme, al costat d'altres activitats transversals, relacionades amb el cinema, la música o la literatura, així com viatges de caràcter cultural. Rep a l'any més de 15.000 visitants, que acudeixen a veure les exposicions temporals, consulten la col·lecció i la biblioteca o assisteixen a les activitats que realitza la fundació entorn de l'art i la fotografia. La Fundació ha rebut diversos premis en reconeixement de la seva tasca de difusió de la fotografia.

## La Col·lecció
La Col·lecció de la Fundació Foto Colectania s'inicia en la dècada dels 50 del segle xx, i se centra en artistes catalans, espanyols i portuguesos, ja que les històries de tots dos països discorren paral·leles en l'àmbit polític, social i també cultural. El 2013, la col·lecció de la fundació estava formada per prop de 3.000 obres de més de 80 fotògrafs, que abastaven tots els estils artístics que s'han desenvolupat en el camp de la fotografia des de 1950 fins a l'actualitat. La col·lecció s'amplia constantment amb donacions i compres, i s'hi troben representats extenses sèries de diferents èpoques d'artistes com Gabriel Cualladó, Xavier Miserachs, Alberto García-Alix, Francesc Català-Roca i Humberto Rivas, entre d'altres; o sèries emblemàtiques de Chema Madoz, Joan Colom, Joan Fontcuberta i Javier Vallhonrat. Entre els artistes portuguesos es troben també il·lustres noms de la fotografia contemporània, com Jorge Molder, Helena Almeida, António Julio Duarte, Jorge Guerra, Fernando Lemos, Gérard Castello Lopes, Sena da Silva i Inês Gonçalves. La col·lecció de la Fundació compta també amb el dipòsit del col·leccionista Juan Redón així com l'arxiu del fotògraf Paco Gómez.
La Fundació Foto Colectania és la titular de la col·lecció de Mario Rotllant, cedida a aquesta entitat el 2001, el mateix any en què es constitueix. Aquest fons passa a ser el nucli de la fundació i alberga les noves adquisicions. La Fundació és també dipositària d'una part de la col·lecció Juan Redón, de Ferran Artigas i de Silvia Rotllant, essent responsable de la seva gestió. També acull el fons personal del fotògraf madrileny Paco Gómez, que va ser donat pels seus hereus el 2001, essent-ne titular en exclusiva dels drets d'explotació. Des de llavors, els negatius (més de 24.000) i còpies de l'autor (prop de 1.000) han passat a ubicar-se a la fundació que és titular en exclusiva dels drets d'explotació de l'obra de Paco Gómez. Actualment, s'està duent a terme el tractament integral de l'arxiu amb l'objectiu de difondre el seu llegat, del que ja es pot consultar una part al web de la Fundació Foto Colectania).

## Exposicions
Des dels seus inicis, la tasca més destacada de la Fundació ha estat promoure la fotografia a través d'exposicions pròpies o procedents de centres artístics i col·leccions de relleu internacional. Les mostres es completen amb xerrades, cursos i activitats diverses relacionades amb el món de la fotografia, com Vides privades. Fotografies de la col·lecció Foto Colectania (2004), L'estatge de l'home. Fotografies de la col·lecció Martin Z. Margulies, (2012), CHORUS. Videoart a la col·lecció Martin Z. Margulies (2012),  Barcelona, 1957 de Leopoldo Pomés (2012-2013), o Obra-Col·lecció. L'artista com a col·leccionista, comisariada per Joan Fontcuberta (2013).

### Exposicions en col·laboració i en itinerància
La Fundació Foto Colectania dona a conèixer els seus fons a través d'exposicions itinerants i del préstec de fotografies. La col·lecció s'ha mostrat també a través d'altres exposicions itinerants com per exemple:A les ciutats, dins del marc PHotoEspaña 2005; Reflexe animal, dins del festival Fotoencuentros 2007, a Cartagena (Múrcia); o Recorreguts. 6 fotògrafs de la Fundació Foto Colectania, presentada l'any 2007 a la sala d'exposicions del Banco Herrero d'Oviedo. Altres projectes expositius que s'han presentat a l'exterior a partir dels fons de la col·lecció són les mostres titulades: Joan Fontcuberta. Miratges; Manel Armengol. Transicions; Xavier Miserachs; Silencis Compartits. Ferran Freixa i Humberto Rivas.
L'any 2010 va col·laborar en el projecte expositiu Nova Avantguarda. Fotografia catalana dels anys 50 i 60, organitzada pel Departament de Cultura i Mitjans de Comunicació de la Generalitat de Catalunya a través de la seva Direcció General de Cooperació Cultural. L'exposició, entre altres llocs, es va presentar al Centre Cultural Blanquerna de Madrid. L'any 2012 es va organitzar l'exposició Los Inquietos. Iconos de la Fotografia Española amb fons de la Fundació Foto Colectania. La mostra es va presentar a Cultural Cordón, Obra Social Caixa de Burgos i reunia una selecció d'alguns dels fotògrafs espanyols més emblemàtics de finals dels anys cinquanta i seixanta, subratllant la particularitat de cada autor amb una selecció representativa de les seves fotografies originals.

## Activitats
La Fundació organitza periòdicament activitats paral·leles que contribueixen a ampliar el coneixement del món de la imatge:
- Conferències i taules rodones: La Fundació va iniciar l'organització de conferències a través del cicle Paraula de fotografia, on diferents personalitats i artistes del món de la fotografia i altres disciplines artístiques, donaven la seva visió sobre l'exposició temporal organitzada. Organitza conferències i cicles tant dins com fora de la fundació. Cal destacar l'activitat "Icones. Mestres de la Fotografia en Imatges", realitzat a l'antic Espai Cultural Caja Madrid.
- Cursos: Els cursos de col·leccionisme de fotografia, oberts a especialistes però també al públic en general, estan destinats a abordar en profunditat diferents aspectes relacionats amb el fet de col·leccionar.
- Viatges: La Fundació organitza viatges per conèixer altres col·leccions privades de fotografia i museus d'arreu del món.
- El Projector: És un cicle de foto-projeccions on representants dels diferents àmbits del món de la fotografia "projecten" al públic les seves propostes de treballs fotogràfics contemporanis o inèdits. Cada sessió consta d'una introducció als treballs per part dels especialistes convidats (els projectors), entre els quals es troben associacions, arxius, crítics, galeristes i escoles de fotografia.[21][22]

## Premis i reconeixements
- 2006 - Premi ARCO a la Millor Iniciativa Nacional de Col·leccionisme Privat, un guardó que atorga l'Associació Amics d'ARCO i que li va ser atorgat a Mario Rotllant, president de la Fundació.[23]
- 2007 - Premi a la Millor Programació atorgat per l'Associació Catalana de Crítics d'Art (ACCA), en reconeixement de la seva tasca de difusió del col·leccionisme i a la seva programació coherent amb els seus objectius fundacionals.[24]
- 2012 - Premi Bartolomé Ros que s'atorga dins del marc del Festival PHotoEspaña de Madrid, per la seva trajectòria fotogràfica.[25][26]